# Métrification

Pays par le statut de métrification actuelle :
Complète
Presque complète
Partielle
Peu de mise en œuvre

Conversion au système métrique dans le monde par année.

La métrification est l'opération par laquelle un pays, ou toute autre organisation, effectue une transition de son système d'unités de mesure vers le Système international d'unités.
De nombreuses unités de mesure ont été utilisées régionalement en réponse aux besoins liés à une activité humaine. Un système d’unités s'est ainsi développé dans les îles Britanniques. En raison de l'importance de la pénétration britannique puis américaine, politique ou économique, ce système est utilisé ou connu de nombreux pays anglophones. En 1824, ce système a été codifié sous le nom de Système impérial d’unités. En 2004, même si la plupart des pays issus des colonies britanniques, et le Royaume-Uni lui-même, ont décidé d’adopter le système métrique, on constate que la transition n’est effective qu’au sein des milieux scientifiques et techniques. Au sein même de ces milieux perdure encore parfois l'utilisation du système impérial.

## Processus de métrification en Europe
Le processus d’adoption du système métrique au sein des pays européens est lié au contexte politique et économique local. L’adoption de ce système requiert souvent l'abandon d'une partie du système de mesures en place auparavant, c’est là le principal obstacle à l’imposition du système métrique, qui a eu besoin au cours de l’histoire de contextes politiques favorables à son établissement. John Quincy Adams fait en 1821 la prédiction que le système métrique s’imposera tout autour du globe, les partisans du système métrique n’ont alors pas de doute que le mètre s’imposera partout dans le monde. Le système métrique est adopté à l’occasion de crises politiques ou de révolutions, comme en France ou en Russie. Le Premier Empire français l’impose ensuite dans l’ouest de l’Europe. Pour que le système métrique soit adopté, l'instauration d'un texte de loi par une autorité législative est d'une importance prévalente, mais la difficulté liée à la mise en pratique réelle du mètre est quasiment impossible sans l’aide d’une réforme politique de grande ampleur et d’un État souverain, assez autoritaire pour imposer ce changement dans la vie des citoyens. Par conséquent, l’adoption du mètre est un changement qui n’est utile qu’accompagné d’une grande coordination de l'ensemble des acteurs participant à la mise en place du système. L'adoption du système métrique par des organisations telles que l'ISO ou des entreprises influentes accélère aussi l'avancée du système métrique,.
Lors de la Révolution française, la tentative de définition du mètre par les astronomes Pierre Méchain et Jean-Baptiste Joseph Delambre était considérée comme une prouesse et un héritage révolutionnaire français. Cela permet en 1837 de rétablir le système métrique en France et qui donne une image modernisatrice de la révolution française. Cette adoption forcée est contestée, les citoyens étant habitués aux anciens poids et mesures, mais grâce aux écoles, villes, chemins de fer et entreprises ou associations influentes le système métrique se répand dans tout le pays. Ce sont en effet ces acteurs qui sont les vecteurs de propagation du système après son instauration officielle par le gouvernement. Cette propagation prend du temps, puisqu’en 1920 par exemple, le sud de la France voit toujours ses unités varier d’un département à l’autre,.
Le système métrique fut adopté au royaume uni des Pays-Bas vers 1820, résultat cette fois de l’annexion des territoires hollandais par l’empire français, si bien que la Belgique le conserve en se séparant des Pays-Bas en 1830.
Le système métrique est non seulement une conséquence d’un contexte et d’une volonté politique, mais il simplifie aussi le commerce entre les pays l'ayant adopté et tend sur le long terme à estomper l’idée de souveraineté nationale. La création de la nation italienne fut par exemple amorcée par l’adoption du mètre par chaque État, qui devint ensuite l’étalon national. La réforme métrique est toujours accompagnée d’actes officiels émanant d’un régime voulant asseoir son gouvernement, ce qui est essentiel pour sa réussite. Néanmoins, l’adoption pratique du mètre se fait de manière plus lente, par le biais de l’éducation et de l'industrie.
En Suisse, le gouvernement français tenta d’imposer le système métrique durant l’occupation napoléonienne, avant que le pays ne retourne au fédéralisme. Cette tentative ne fut pas complète puisqu’en 1835 le système n'était pas encore adopté par une majorité des cantons.
Un des obstacles à la propagation du système métrique est le refus du gouvernement d’utiliser un système étranger surtout dans les pays ennemis de la France. 
Plusieurs expositions nationales furent de bon moyens d’introduction au système métrique. La commission internationale du mètre, ancêtre de la convention du mètre, l’organisation visant au développement du système métrique, regroupe très vite, après sa fondation en 1872, une grande partie des États européens, mais celle-ci ne suffit pas à l’imposer puisque le Royaume-Uni ne l'a adopté qu’en 1965,.

## Métrification dans le monde
La mondialisation a conduit à un développement de l'usage du système métrique. Avec les différentes colonisations, le système d'unités adopté par un pays colonisé a généralement été celui du pays colonisateur.

### Métrification dans les pays anglophones
Au Royaume-Uni, en Irlande, au Canada et aux États-Unis d'Amérique la transition vers le système métrique a été lancée sur la base du volontariat à partir des années 1970. Aujourd'hui, les États-Unis sont le seul pays qui continue d'utiliser les unités anglo-saxonnes pour les activités intéressant directement le grand public ou le consommateur : signalisation routière, météorologie, indications de longueur, de surface, de volume, de masse sur les produits de grande consommation, etc.
 

Les pays du Commonwealth ont subi la métrification dans les années 1960 ou 1970,. Parmi les pays les plus industrialisés, il semble que le Canada, l’Australie et la Nouvelle-Zélande soient les plus avancés dans l’adoption généralisée du système métrique.[évasif]

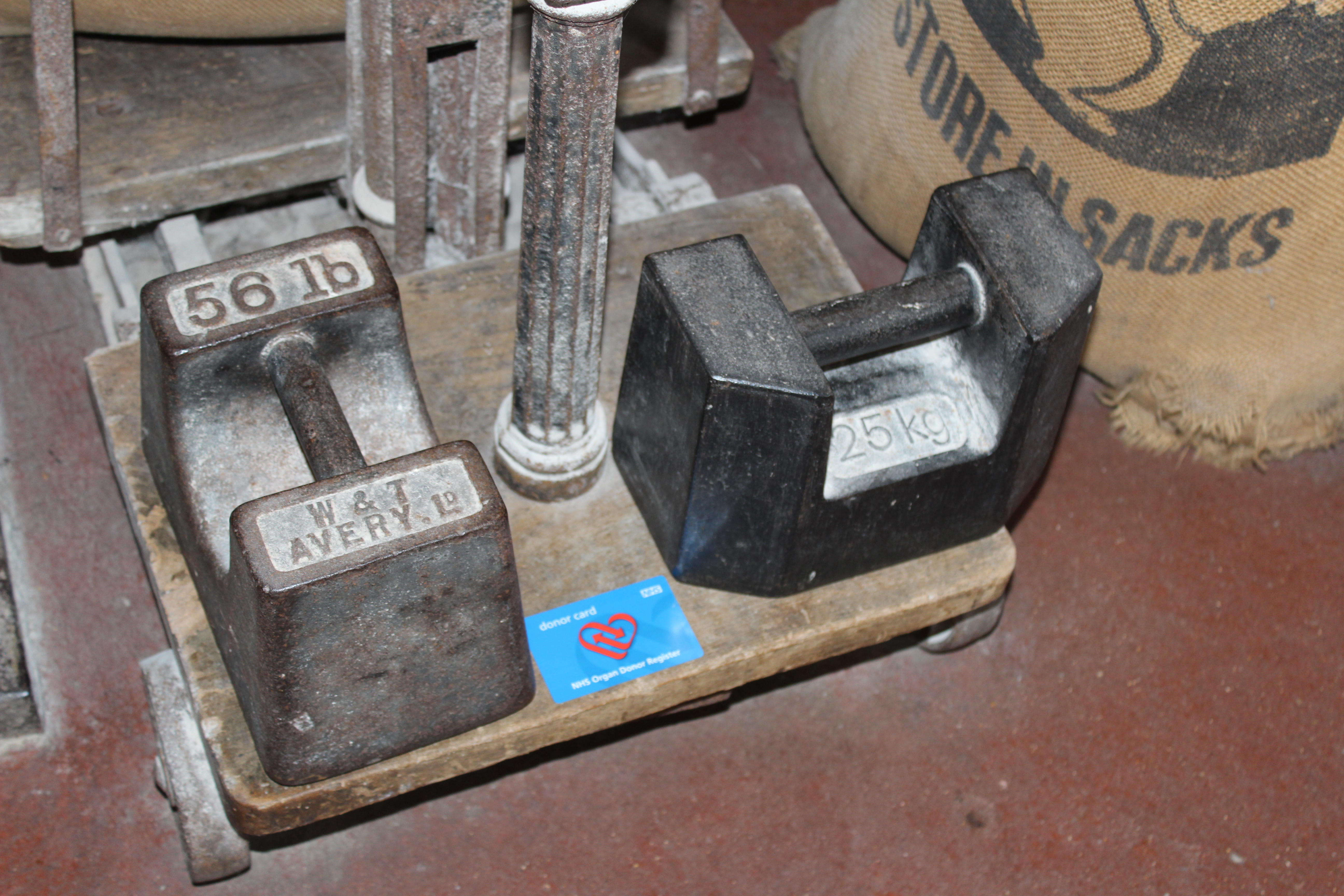
Un poids de 56 livres (25,35 kg) à côté d'un poids de 25 kg dans un moulin à farine.

Le Royaume-Uni a obtenu lors de son adhésion à la Communauté européenne deux tolérances : les panneaux routiers sont restés libellés en milles et la bière vendue en chopines impériales (pints en anglais). Depuis certains partisans du Brexit souhaitent le retour aux unités impériales pour un plus large usage.
Aux États-Unis, l'Omnibus Foreign Trade and Competitiveness Act de 1988 désigne le système métrique comme « le système privilégié des poids et mesures pour le commerce et les affaires des États-Unis » . Le gouvernement oblige les agences fédérales à utiliser les mesures métriques, mais celles-ci sont souvent converties à partir des mesures anglo-saxonnes, ce qui conduit à des indications de type « entrée à 76,2 m » (250 ft).
Jusqu'en janvier 2005 en république d’Irlande, les indications de distances entre villes étaient en kilomètres, mais les limites de vitesse étaient en miles par heure. Désormais seul le système métrique est employé.

### Maintien et difficultés du système impérial
Les États-Unis, le Royaume-Uni et tout le Commonwealth ont mis en place un compromis en 1959. Toutes les unités du système impérial ont été redéfinies à partir des unités du système métrique. C'est pourquoi il est maintenant fait référence à un mile international, un pied international, etc.
Du fait des standards établis de facto par les États-Unis dans certaines activités telles que la navigation aérienne ou plus récemment l'informatique, l'utilisation de certaines unités anglo-saxonnes s'est développée dans des pays utilisant le système métrique : la dimension d’un écran de moniteur ou de téléphone est exprimée en pouces, la résolution d’un scanner en point par pouce, la vitesse d'un avion en nœuds.
En raison des difficultés de conversion au sein même du système impérial, on constate, beaucoup plus qu'avec le système métrique, une adéquation entre une unité et une utilisation. Ainsi si la dimension de la feuille de papier standard A4 est exprimée soit par 21 × 29,7 cm ou par 210 × 297 mm, aux États-Unis la dimension standard est de 8½ × 11 in et ne sera jamais exprimée en pied.
Lorsqu'il est nécessaire d'exprimer des fractions d'unités, on peut soit accoler deux unités (pied + pouce, par exemple), utiliser des fractions d'unités (⅛, quart, huitième, seizième, etc.) ou, plus récemment, on a vu apparaître les dixièmes d'unités (exemple : 20.2 in, le '.' indique la décimale).
Des erreurs et accidents ont été commis à la suite de confusion entre le système impérial et le système international. C'est le cas par exemple de Mars Climate Orbiter, sonde d'exploration de la planète Mars qui a été détruite suite à des erreurs de navigation : la firme Lockheed Martin a employé des livres force-seconde pour mesurer la poussée des micropropulseurs et l'équipe de navigation de la NASA utilisait des newtons seconde pour corriger la trajectoire de la sonde.

### Aujourd'hui
En 2025, 3 pays n'utilisent pas officiellement les unités internationales : la Birmanie, les États-Unis et le Liberia. La Birmanie possède son propre système de mesure national mais a mis en place la métrification progressive du pays depuis les années 2010.